# 7人制ラグビー男子カナダ代表
7人制ラグビー男子カナダ代表（英語: Canada national rugby sevens team）は、国際大会に派遣される7人制ラグビーの男子カナダ代表チームである。
ワールドラグビーセブンズシリーズ、ラグビーワールドカップセブンズなどに出場している。

## 歴史
1999年からワールドラグビーセブンズシリーズに参加。
その後2017年、シンガポールセブンズでワールドラグビーセブンズシリーズでの初優勝を果たした。
そして2019年、東京五輪北米予選決勝で7人制ジャマイカ代表を破って東京五輪出場権獲得。

## 成績

### 夏季オリンピック
| 年   | ラウンド     | 順位     | 試       | 勝       | 負       | 分       |
| ---- | ------------ | -------- | -------- | -------- | -------- | -------- |
| 2016 | 出場なし     | 出場なし | 出場なし | 出場なし | 出場なし | 出場なし |
| 2021 | 準々決勝敗退 | 8位      | 6        | 1        | 5        | 0        |
| 計   | 優勝 0 回    | 1/2      | 6        | 1        | 5        | 0        |

### ワールドカップ
| 年   | ラウンド                 | 順位 | 試 | 勝 | 負 | 分 |
| ---- | ------------------------ | ---- | -- | -- | -- | -- |
| 1993 | ボウル準決勝敗退         | 15   | 6  | 2  | 4  | 0  |
| 1997 | ボウル準々決勝敗退       | 21   | 5  | 0  | 5  | 0  |
| 2001 | カップ準々決勝敗退       | 5    | 6  | 3  | 3  | 0  |
| 2005 | グループステージ敗退     | 18   | 8  | 3  | 5  | 0  |
| 2009 | プレート準々決勝敗退     | 13   | 4  | 2  | 2  | 0  |
| 2013 | プレート優勝             | 9    | 6  | 5  | 1  | 0  |
| 2018 | チャレンジトロフィー敗退 | 12   | 4  | 2  | 2  | 0  |
| 計   | 優勝 0回                 | 7/7  | 39 | 17 | 22 | 0  |

### ワールドゲームズ
| 年   | ラウンド      | 順位     | 試       | 勝       | 負       | 分       |
| ---- | ------------- | -------- | -------- | -------- | -------- | -------- |
| 2001 | 5位決定戦敗退 | 6        | 6        | 1        | 5        | 0        |
| 2005 | 出場なし      | 出場なし | 出場なし | 出場なし | 出場なし | 出場なし |
| 2009 | 出場なし      | 出場なし | 出場なし | 出場なし | 出場なし | 出場なし |
| 2013 | 3位決定戦勝利 | 3        | 6        | 4        | 2        | 0        |
| 計   | 優勝 0 回     | 2/4      | 12       | 5        | 7        | 0        |

### ワールドセブンズシリーズ
- 1999-2000シーズン - 6位
- 2000-2001シーズン - 8位
- 2001-2002シーズン - 12位
- 2002-2003シーズン - 12位
- 2003-2004シーズン - 9位
- 2004-2005シーズン - 12位
- 2005-2006シーズン - 12位
- 2006-2007シーズン - 13位
- 2007-2008シーズン - 16位
- 2008-2009シーズン - 15位
- 2009-2010シーズン - 11位
- 2010-2011シーズン - 15位
- 2011-2012シーズン - 13位
- 2012-2013シーズン - 12位
- 2013-2014シーズン - 6位
- 2014-2015シーズン - 9位
- 2015-2016シーズン - 13位
- 2016-2017シーズン - 8位
- 2017-2018シーズン - 9位
- 2018-2019シーズン - 11位
- 2019-2020シーズン - 8位

## 直近大会の代表スコッド
東京五輪代表スコッド
1. フィル・ベルナ
2. コナー・ブレイズ
3. アンドリュー・コー
4. ジャスティン・ドウグラス
5. マイク・フゥールファウ
6. ルーカス・ハモンド
7. ネイサン・ヒラヤマ
8. ハリー・ジョーンズ
9. パトリック・カイ
10. マット・マリンズ
11. テオ・サウダー
12. ジャック・ティール
13. コナー・トレイナー